# Before the Flood
Before the Flood (рус. «До потопа») — концертный альбом американского автора-исполнителя Боба Дилана и The Band, выпущенный в июне 1974 года на лейбле Asylum Records. Диск записан во время тура Боба Дилана и The Band 1974 года. Альбом поднялся до 3-й позиции в Billboard Top LPs & Tape, и 8-й в Великобритании.

## Список композиций
На первой и четвёртой сторонах записано совместное исполнение Дилана и The Band; вторая сторона и треки 4-6 на третьей стороне записаны The Band; треки 1-3 на третьей стороне записаны Бобом Диланом в одиночестве.
сторона 1
Слова и музыка всех песен — Боба Дилана.
| №  | Название                                         | Дата и место                       | Длительность |
| -- | ------------------------------------------------ | ---------------------------------- | ------------ |
| 1. | «Most Likely You Go Your Way (And I’ll Go Mine)» | 14.02.1974 (вечер), Лос-Анджелес   | 4:15         |
| 2. | «Lay Lady Lay»                                   | 13.02.1974, Лос-Анджелес           | 3:14         |
| 3. | «Rainy Day Women #12 & 35»                       | 13.02.1974, Лос-Анджелес           | 3:27         |
| 4. | «Knockin’ on Heaven’s Door»                      | 30.01.1974, Лос-Анджелес           | 3:51         |
| 5. | «It Ain’t Me, Babe»                              | 14.02.1974 (вечер), Лос-Анджелес   | 3:40         |
| 6. | «Ballad of a Thin Man»                           | 14.02.1974 (полдень), Лос-Анджелес | 3:41         |

сторона 2
Все тексты написаны Робби Робертсон кроме отмеченных.
| №  | Название                              | Автор(ы)  | Дата и место                       | Длительность |
| -- | ------------------------------------- | --------- | ---------------------------------- | ------------ |
| 1. | «Up on Cripple Creek»                 |           | 14.02.1974 (вечер), Лос-Анджелес   | 5:25         |
| 2. | «I Shall Be Released»                 | Боб Дилан | 14.02.1974 (полдень), Лос-Анджелес | 3:50         |
| 3. | «Endless Highway»                     |           | 14.02.1974 (вечер), Лос-Анджелес   | 5:10         |
| 4. | «The Night They Drove Old Dixie Down» |           | 14.02.1974 (вечер), Лос-Анджелес   | 4:24         |
| 5. | «Stage Fright»                        |           | 14.02.1974 (вечер), Лос-Анджелес   | 4:45         |

сторона 3
Все тексты написаны Бобом Диланом кроме отмеченных.
| №  | Название                               | Автор(ы)                        | Дата и место                       | Длительность |
| -- | -------------------------------------- | ------------------------------- | ---------------------------------- | ------------ |
| 1. | «Don’t Think Twice, It’s All Right»    |                                 | 14.02.1974 (вечер), Лос-Анджелес   | 4:36         |
| 2. | «Just Like a Woman»                    |                                 | 14.02.1974 (вечер), Лос-Анджелес   | 5:06         |
| 3. | «It’s Alright, Ma (I’m Only Bleeding)» |                                 | 14.02.1974 (вечер), Лос-Анджелес   | 5:48         |
| 4. | «The Shape I’m In»                     | Робби Робертсон                 | 14.02.1974 (полдень), Лос-Анджелес | 4:01         |
| 5. | «When You Awake»                       | Ричард Мануэль, Робби Робертсон | 14.02.1974 (вечер), Лос-Анджелес   | 3:13         |
| 6. | «The Weight»                           | Робби Робертсон                 | 13.02.1974, Лос-Анджелес           | 4:47         |

сторона 4
Слова и музыка всех песен — Боб Дилан.
| №  | Название                   | Дата и место                                    | Длительность |
| -- | -------------------------- | ----------------------------------------------- | ------------ |
| 1. | «All Along the Watchtower» | 14.02.1974 (полдень), Лос-Анджелес              | 3:07         |
| 2. | «Highway 61 Revisited»     | 14.02.1974 (вечер), Лос-Анджелес                | 4:27         |
| 3. | «Like a Rolling Stone»     | 13.02.1974, Лос-Анджелес                        | 7:09         |
| 4. | «Blowin’ in the Wind»      | 13.02.1974 + 14.02.1974 (полдень), Лос-Анджелес | 4:30         |

## Участники записи
музыканты
- Боб Дилан — гитары, гармоника, фортепиано, вокал
- Гарт Хадсон — орган, клавинет, фортепиано, синтезатор, саксофон
- Ричард Мануэль[англ.] — фортепиано, электрическое фортепиано, орган, барабаны, вокал
- Робби Робертсон — электрическая гитара, вокал
- Рик Данко[англ.] — бас, скрипка, вокал
- Левон Хелм — барабаны, мандолина, вокал

запись
- Боб Дилан и The Band — продюсирование
- Фил Рамон — звукорежиссёр
- Роб Фрабони[англ.] — инженер звукозаписи и сведения
- Нат Джеффри — инженер по микшированию
- Запись на месте события Wally Heider Recording при помощи Эда Бартона, Джека Краймса, Дина Дженсена, Билла Бромса и Биффа Доуса

## Позиции в хит-парадах
| Год  | Хит-парад                           | Высшая позиция | Пребывание в чарте |
| ---- | ----------------------------------- | -------------- | ------------------ |
| 1974 | Австрия (Ö3 Austria)                | 3              | 24 недели          |
| 1974 | Великобритания (UK Albums Chart)    | 8              | 7 недель           |
| 1974 | Италия (Musica e dischi)            | 8              | 10 недель          |
| 1974 | Канада (RPM Albums Chart)           | 5              | 15 недель          |
| 1974 | Нидерланды (Hilversum 3 LP Top 10)  | 7              | 7 недель           |
| 1974 | Норвегия (VG-lista)                 | 6              | 11 недель          |
| 1974 | США (Billboard Top LPs & Tape)      | 3              | 19 недель          |
| 1974 | Финляндия (Suomen virallinen lista) | 27             | 6 недель           |
| 1974 | ФРГ (Offizielle Top 100)            | 24             | 4 недели           |

| Хит-парад (1974)      | Позиция |
| --------------------- | ------- |
| Италия (FIMI)         | 43      |
| Канада (RPM Year-End) | 51      |

## Сертификации
| Регион | Сертификация | Продажи    |
| --- | ------------ | ---------- |
| Великобритания (BPI) | Золотой      | 100 000    |
| Канада (Music Canada) | Золотой      | 50 000^    |
| США (RIAA) | Платиновый   | 1 000 000^ |
| ^ Данные о тиражах приведены только на основе сертификации. · Данные о продажах + прослушиваниях приведены только на основе сертификации. |              |            |